# Facatativá
Facatativá est une municipalité du département de Cundinamarca en Colombie.

## Personnalités liées
- Lucila Rubio de Laverde (1908-1970), féministe et pédagogue, promotrice des droits des femmes en Colombie, née à Facatativá.